# Михайлов Павло Андрійович
Павло Андрійович Михайлов (21 грудня 1911, Курськ — 20 грудня 1978, Запоріжжя) — український радянський технолог-машинобудівник, педагог. Кандидат технічних наук (1955), професор (1972). Заслужений працівник вищої школи УРСР (посмертно), почесний громадянин Запоріжжя (2012, посмертно), лауреат Державної премії УРСР в галузі науки і техніки (1971). Засновник наукової школи з дослідження фізико-механічних властивостей конструкційних матеріалів, розробник машин для випробування матеріалів на міцність.
Майже 30 років працював в різних промислових та освітніх установах Харкова, зокрема протягом 15 років — у Харківському авіаційному інституті (1934—1949). Понад 20 років — ректор Запорізького машинобудівного інституту імені В. Я. Чубаря (1957—1978), здійснив найбільший внесок у його повоєнну розбудову. Автор понад 70 наукових робіт, близько 15 авторських свідоцтв на винаходи.

## Життєпис
Народився 21 грудня 1911 року в місті Курськ (нині Росія) у робітничій родині. З 13 років працював різноробочим, трактористом, помічником коваля.
З 1927 року — кресляр, конструктор Харківського відділення проєктно-конструкторського бюро «Союзпроммеханізація». З 1930 року — технологічний керівник інструментального цеху Харківського заводу підйомно-транспортного устаткування.
З 1934 року — виконроб, конструктор, виконавець науково-дослідних робіт Харківського авіаційного інституту. Під час німецько-радянської війни вступив до інституту як студент, закінчивши його у 1946 році за спеціалізацією «Інженер-технолог із авіамоторобудування». Після деокупації Харкова у 1943 році обійняв посаду заступника директора інституту з реевакуації та відбудови, викладав на кафедрі деталей машин, очолював підготовче відділення.
З 1949 року — педагог Харківського вищого авіаційно-інженерного військового училища, викладав курс «Деталі машин». З 1953 року — доцент Харківського політехнічного інституту. У 1955 році захистив дисертацію та здобув науковий ступінь кандидата технічних наук.
У 1957 році призначений ректором Запорізького машинобудівного інституту імені В. Я. Чубаря (ЗМІ), паралельно — завідувачем кафедри деталей машин і підйомно-транспортних механізмів. Жив у Запоріжжі, в будинку № 192 по проспекту Леніна. Помер за день до 67-го дня народження, 20 грудня 1978 року. Похований на Капустяному кладовищі Запоріжжя.

## Наукова та організаторська діяльність
Автор понад 70 наукових робіт, близько 15 авторських свідоцтв на винаходи. Серед учнів Павла Михайлова — науковці Віктор Павлов, Анатолій Сочава, Євген Білий, Леонід Мартовицький, Георгій Камель тощо.
На момент призначення Павла Михайлова ректором ЗМІ третина інституту була знищена під час війни, діяло два факультети — машинобудівний і ливарний. За 21 рік ректорства під керівництвом Михайлова були побудовані навчально-лабораторні приміщення, студентські гуртожитки, оздоровчо-спортивні бази і табори. Створені чотири додаткових факультети, кількість студентів зросла з 2 тисяч до 8,5. Підтримував студентів, комсомольський комітет інституту, опікувався галуззю спорту та фізичного виховання. Доктор технічних наук Леонід Івщенко згадував:
|  | Павло Андрійович безмежно любив свою справу, мав неабиякий талант керівника, він жив інститутом. Надзвичайною працелюбністю та працездатністю відрізнявся від інших. З ранку (7-7:30) його вже можна було бачити в інституті. Встигав пройти територією, переговорити з усіма службовцями і вже до початку роботи він знав все не за доповідями, а, так би мовити, «знизу». |

Як науковець, був одним із першовідкривачів нового явища — адсорбційної втоми при циклічному розтягу—стиску. Засновник наукової школи з дослідження фізико-механічних властивостей конструкційних матеріалів, наукового напряму фізико-хімічної механіки матеріалів. Співрозробник швидкохідного черв'ячного пресу для виготовлення деталей з пластичних мас, установки для випробувань конструкційних матеріалів на циклічний розтяг-стиск.
Співпрацював із академіками Архипом Люлькою, Петром Ребіндером, Георгієм Карпенком. Входив до складу редакційної колегії часопису «Фізико-хімічна механіка матеріалів». Очолював Запорізьке відділення товариства «СРСР-Франція», Раду ректорів Запорізької області.

## Вшанування пам'яті

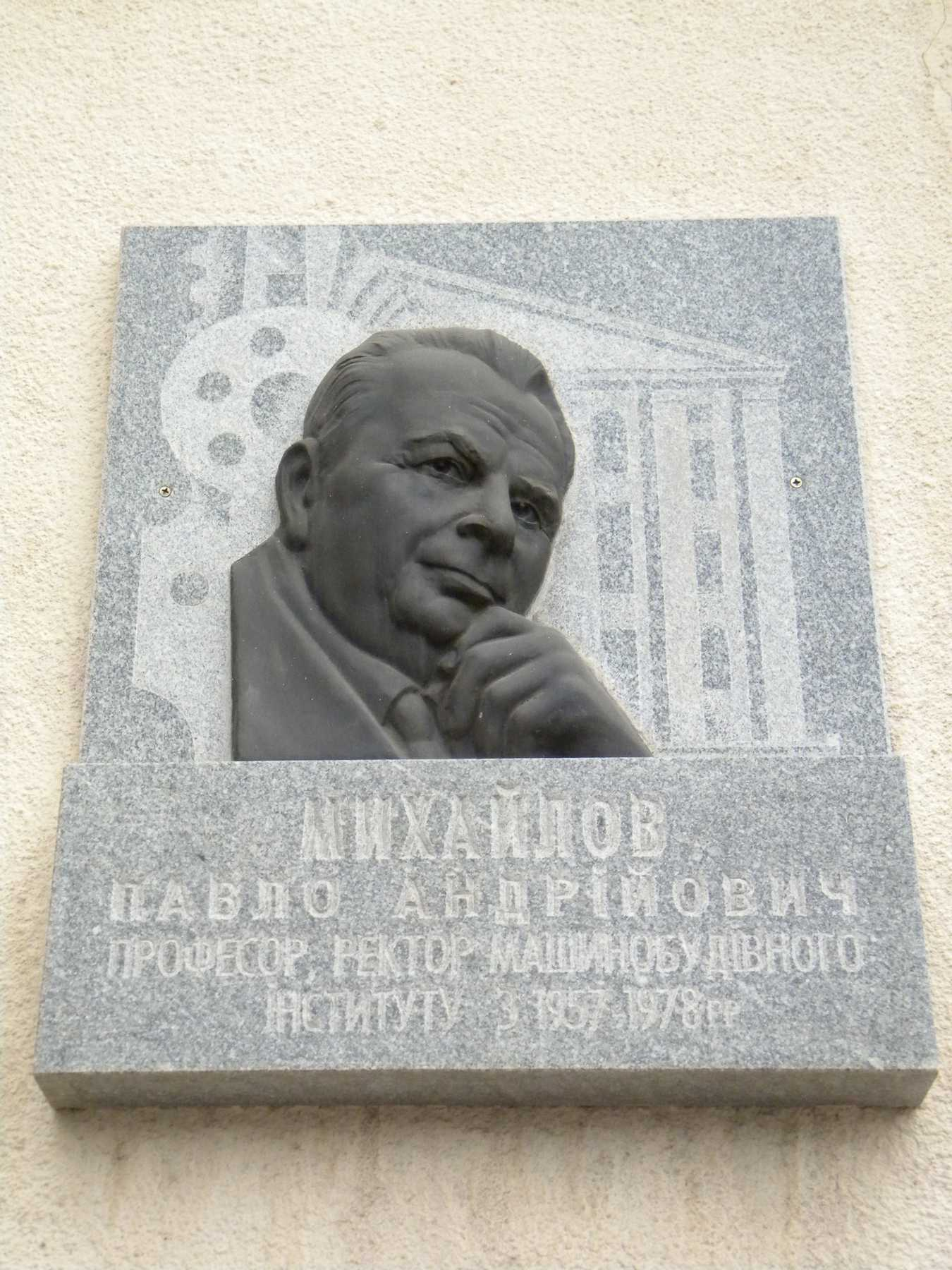
Меморіальна дошка Павлу Михайлову на фасаді Запорізької політехніки

Меморіальні дошки Павлу Михайлову встановлені на будинку в Запоріжжі, де він жив (Соборний проспект, 192), та на фасаді Запорізької політехніки (колишнього Запорізького машинобудівного інституту). Його ім'ям у Запорізькій політехніці названа кафедра деталей машин і підйомно-транспортних механізмів, яку він очолював у 1957—1978 роках, та лабораторія динамічних випробувань. У 2012 році був посмертно нагороджений званням «Почесний громадянин Запоріжжя».

## Науковий доробок (частковий)
- Влияние среды на усталостную прочность стали при наличии концентраторов напряжения. К., 1955
- Об антифрикционных свойствах капрона // Пластические массы. 1960. № 4
- Влияние структурных изменений на свойства жаропрочного композиционного материала с никельхромовой матрицей // Изв. вузов. Цвет. металлургия. 1971. № 5
- Исследования влияния постоянной составляющей цикла на выносливость сплава Д16Т при осевых нагружениях // Изв. вузов. Машиностроение. 1975. № 12
- Циклическая ползучесть и ее роль в формировании остаточных напряжений при осевых нагружениях // Цикличес. прочность и повышение несущей способности изделий: Сб. конф. Перм. политех. ин-та. Пермь, 1978
- Выносливость титана ВТ8 при осевых нагружениях в условиях ассиметрии цикла // Сб. конф. Перм. политех. ин-та. Пермь, 1978

## Нагороди
- 1961 — орден Леніна
- 1971 — Державна премія УРСР в галузі науки і техніки — «за докорінне вдосконалення технології холодної листової штамповки деталей і її впровадження на автомобільних заводах СРСР»
- 1971 — орден Жовтневої Революції
- 1976 — орден «Знак пошани»
- 2012 — почесний громадянин Запоріжжя (посмертно)
- заслужений працівник вищої школи УРСР (посмертно)
- медаль «30 років перемоги у Великій Вітчизняній війні 1941—1945 рр.»
- медаль «В ознаменування 100-річчя з дня народження Володимира Ілліча Леніна»
- медаль «Ветеран праці»[1]